# 1944년-1945년 네덜란드 기근

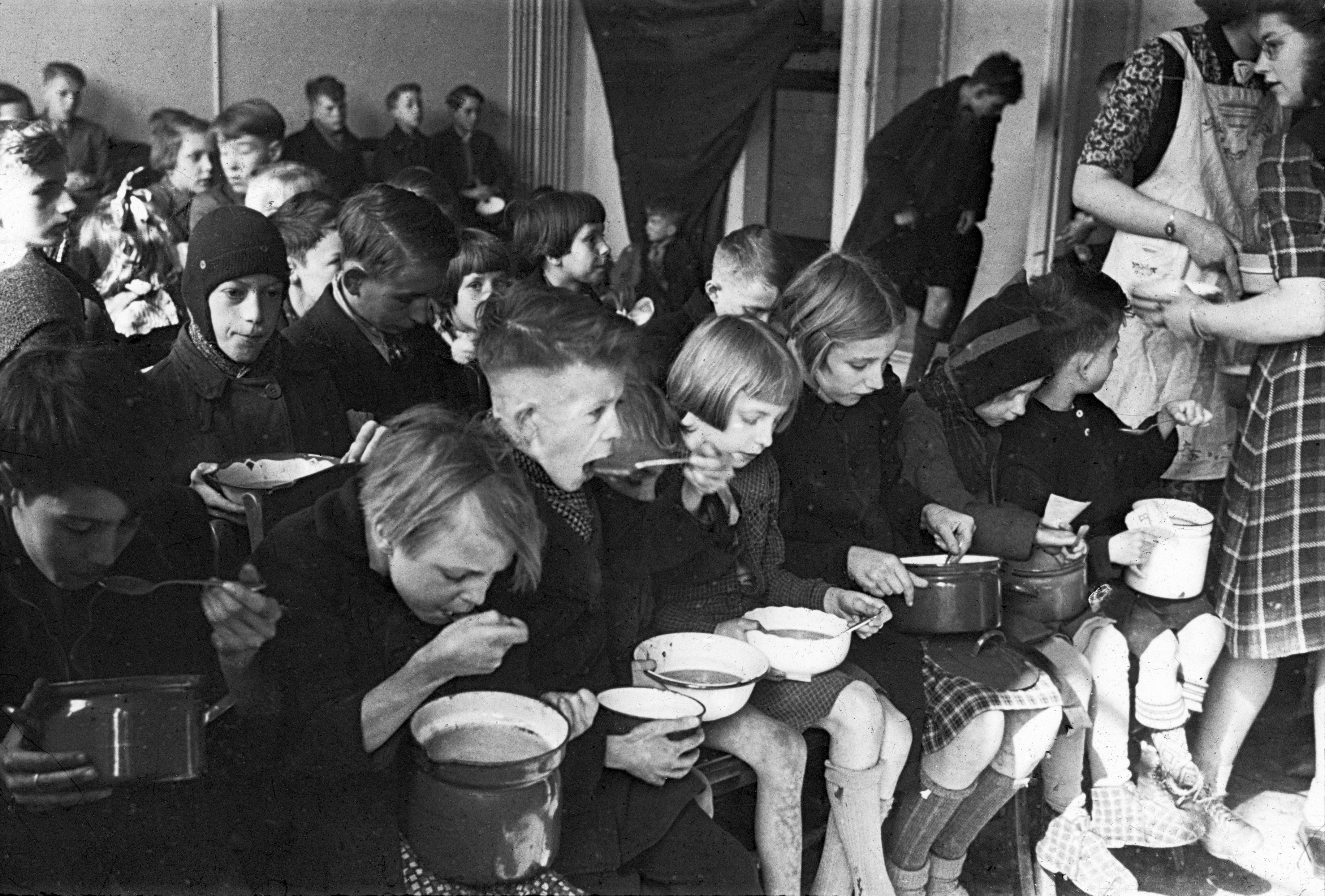
기근기에 수프를 먹는 아이들

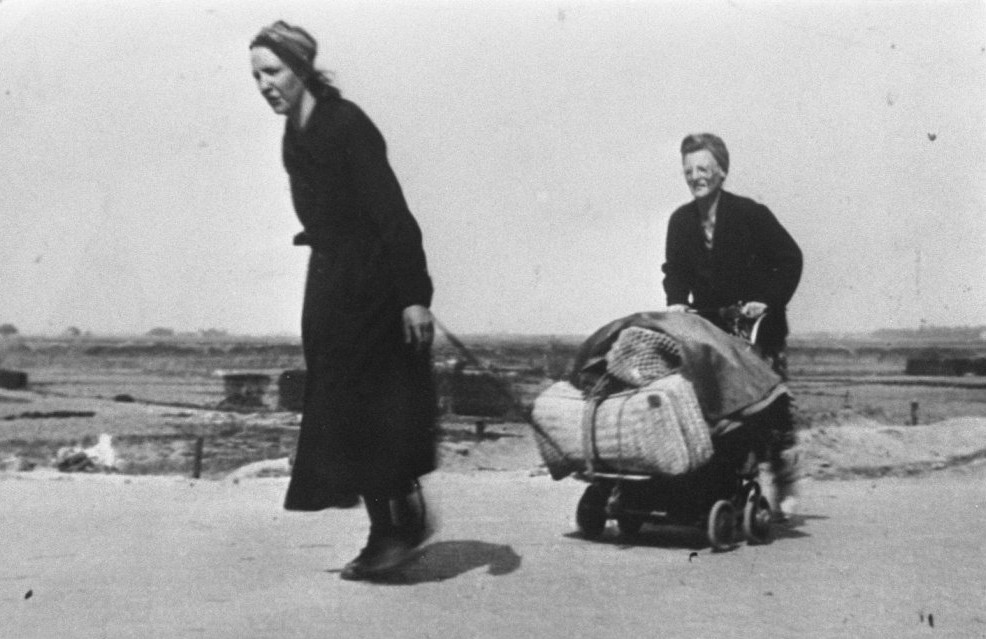
기근기에 식량을 나르는 네덜란드 여성 2명

1944년-1945년 네덜란드 기근은 제2차 세계 대전이 거의 끝나가던 1944년~1945년 겨울에 네덜란드에서 발생한 기근으로 특히 서부 지역에서 일어난 기근을 일컫는다.
독일의 봉쇄로 농촌으로부터의 식량과 연료 수송이 차단됐다. 역사학자 루더용에 의하면 사망자 추정치는 22,000명이지만 18,000명이라는 주장도 있다. 희생자 대부분은 노인 남성으로 알려져 있다.
스웨덴에서 네덜란드 항구로 운반된 밀가루 덕분에 상황이 개선됐는데, 이러한 밀가루는 '스웨덴 빵'이라고 불렸다. 또한 미 공군, 영국 공군, 캐나다 공군의 항공 수송으로도 상황이 개선됐는데, 이 당시에 독일이 네덜란드인들을 위해 지원을 하는 연합국 비행기를 공격하지 않으면 연합국 측도 독일 측 위치를 공격하지 않겠다는 합의가 있었다. 영국 공군과 캐나다 공군의 지원은 만나 작전, 미 공군의 지원은 차우하운드 작전으로 일컬어진다. 또한 육상으로 식량을 지원하는 파우스트 작전도 이뤄졌다.
인도주의적 임무들로 인해 상황이 개선됐지만 해당 기근은 1945년 5월 연합군에 의해 네덜란드가 해방된 후에야 완전히 끝났다.

## 원인

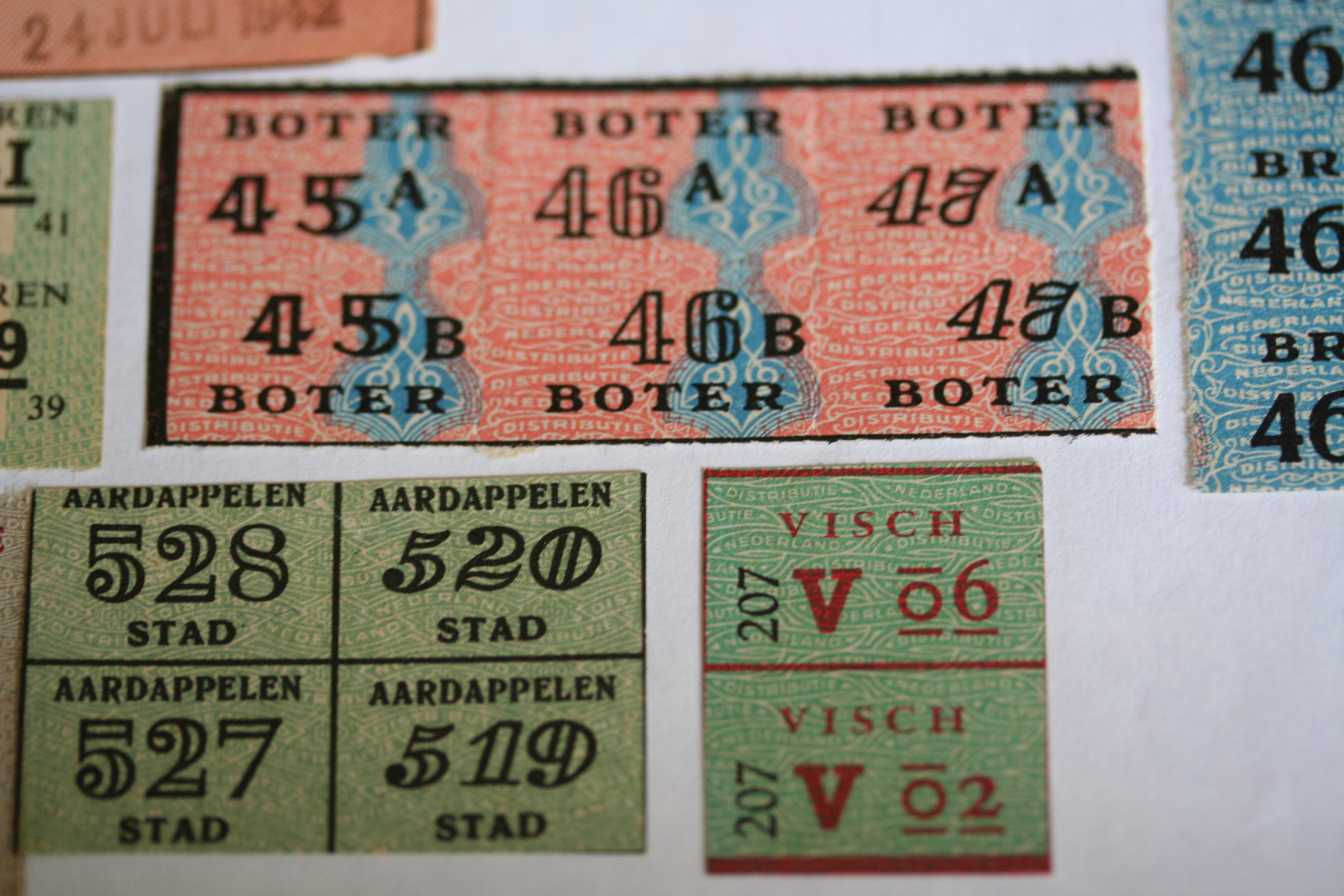
나치 독일 점령 하 네덜란드에서의 식량 배급 쿠폰

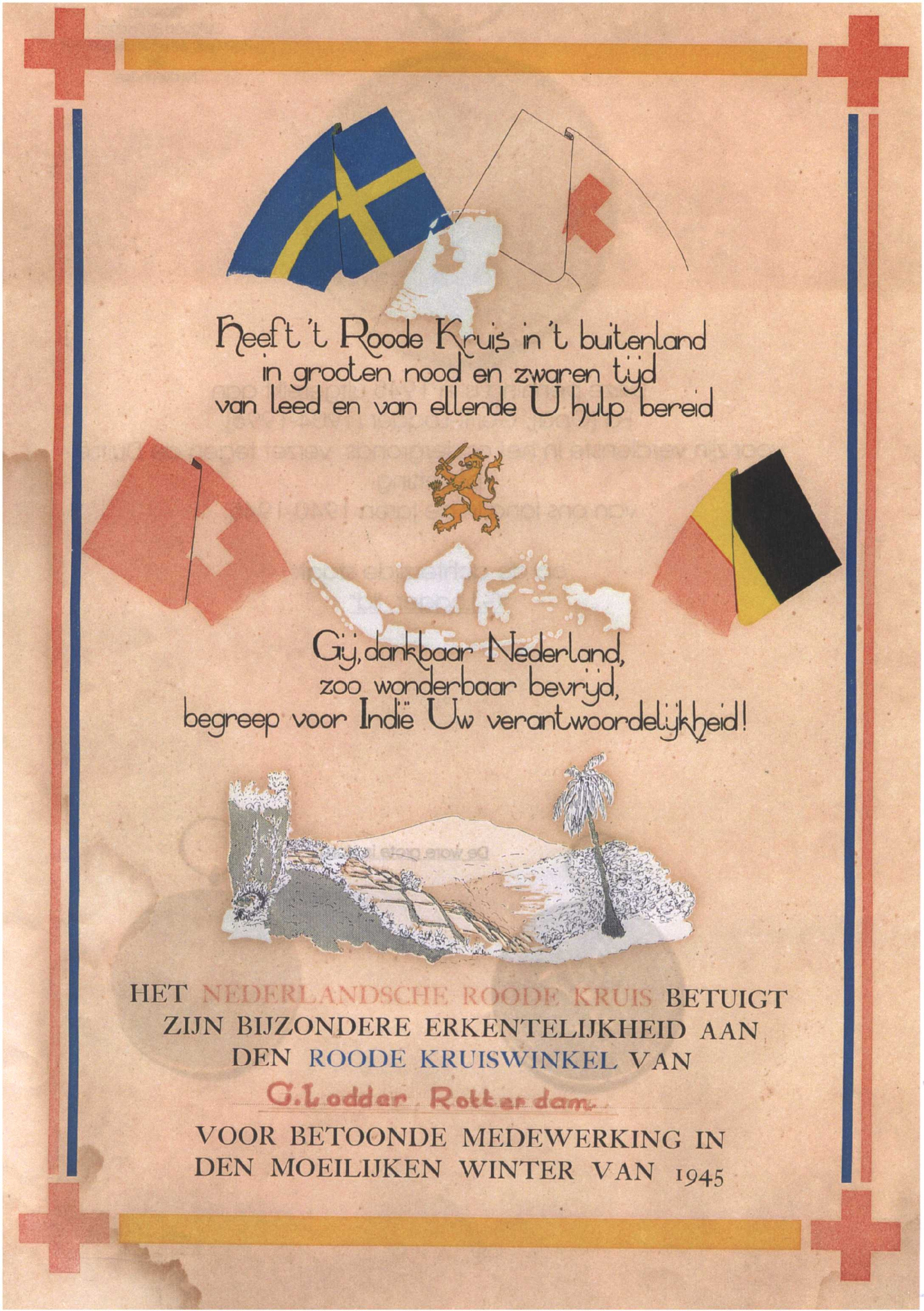
'스웨덴 빵'을 공급하는 상점에 주어진 기념 편지

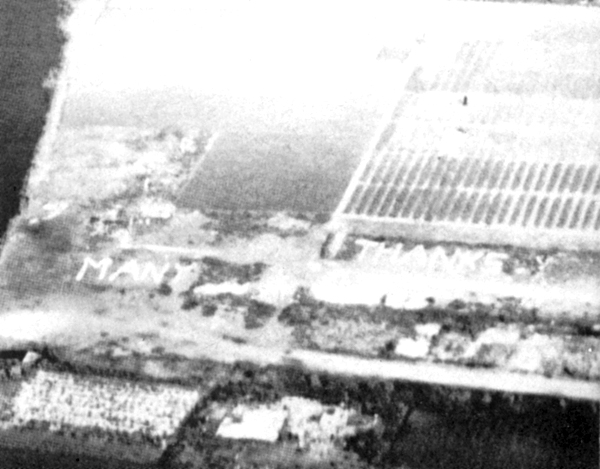
만나 작전 당시 튤립으로 쓰인 'Many Thanks', 1945년 5월

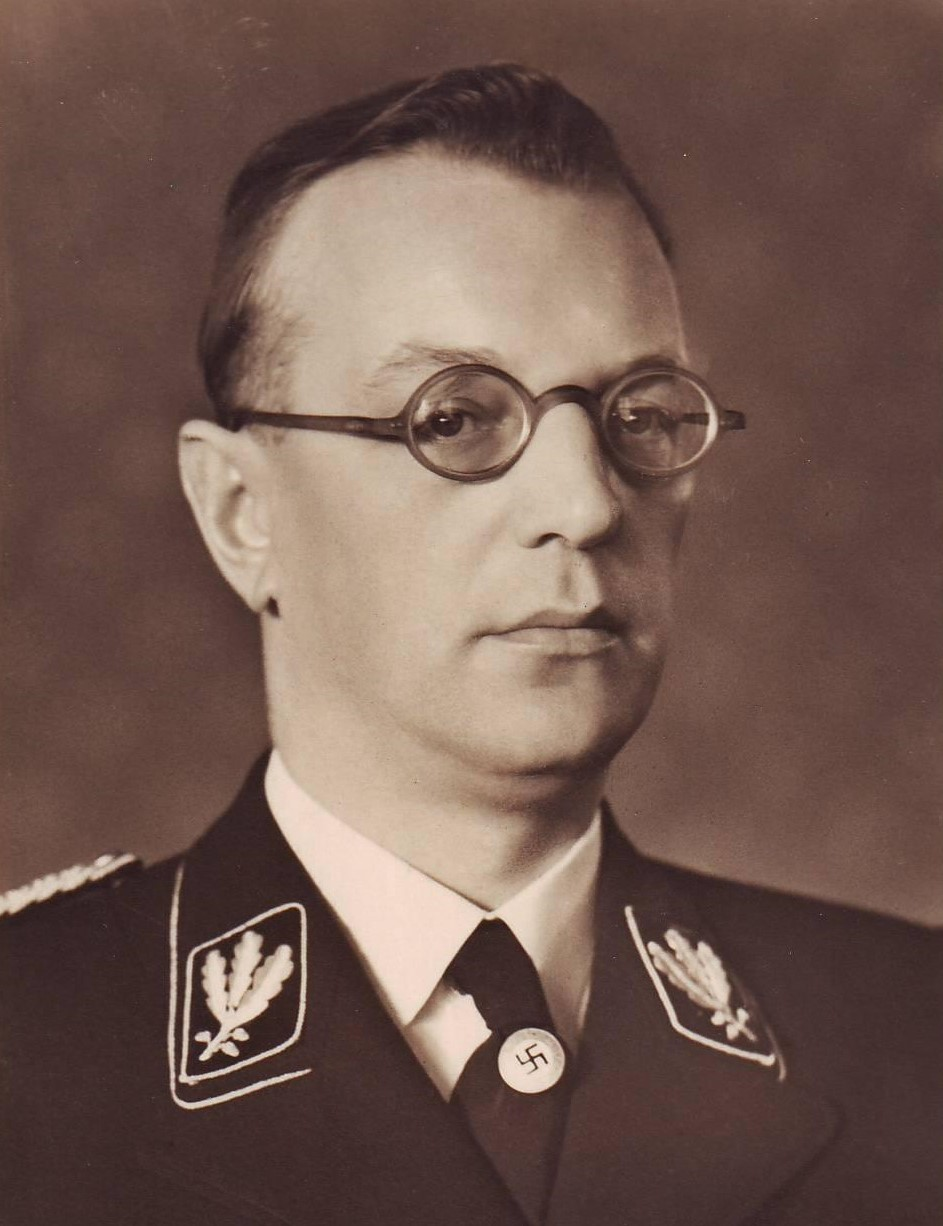
네덜란드인 철도 노동자들의 파업에 대한 보복으로서 북동부 농경 지대에서 서부로의 모든 식량 선박 수송을 봉쇄한 네덜란드 국가판무관부 국가판무관 아르투어 자이스잉크바르트는 전후 뉘른베르크에서 처형된다.

네덜란드 철도 노동자들은 마켓 가든 작전을 지원하기 위해 총파업을 일으켰으나 네덜란드 남부 지역만 해방된 채 마켓 가든 작전이 실패하자, 나치 독일은 이에 대한 보복으로 네덜란드 서부 지역으로의 식량 수송을 차단했다.

## 기근
1944년 말 기근이 예상되자 아이 수 만 명이 도시에서 시골로 보내졌는데, 상당수가 종전 때까지 남아 있었다.
10월에 식량 부족이 나치 독일에 점령된 전 지역에서 악화되기 시작했지만, 특히 서부 네덜란드 도시들에서 식량 재고가 급감했다. 암스테르담 같은 도시에서 성인 배급량은 1944년 11월 말에 하루당 1000칼로리분에 미치지 못했고 1945년 2월 말 서부 지역에서는 580칼로리에 불과했다. 이러한 굶주린 겨울(Hongerwinter) 동안, 특히 서부 네덜란드 대도시들에서 여러 요인들이 결합되어 기근이 일어났다. 겨울에는 강과 운하가 얼어붙는 등 상황이 더 악화되어 1945년 1월 초에서 1945년 2월 초까지 약 한 달 동안 중요한 선박 수송 체계가 막혔다.
또한 독일군은 홍수를 일으켜서 연합군의 진격을 막으려고 부두와 교량을 파괴했는데, 이로 인해 북부와 서부지역을 중심으로 도합 25만 헥타르에 달하는 지역이 물에 잠기고 공급망을 차단하여 각 지역이 고립되었다.
연합군이 나치 독일의 군용 선박과 민간 식량 수송 선박을 구별하지 못하고 폭격한 것도 사태 악화에 영향을 끼쳤다. 네덜란드 남동부와 남서부가 주 전장이 됐다는 사실은 다른 요소들과 결합하여 대량 식량 수송을 거의 불가능하게 했다.
철도 파업 때문에 서부 네덜란드로 향하는 철도 수송이 중단된 직후인 1944년 10월 이후 [[버터]가 사라졌다. 식물성 지방 공급은 7개월 동안 1인당 1.3리터로 줄었다. 당초 치즈 100그램이 2주마다 배급됐지만 육류 쿠폰은 값어치를 잃었다. 빵 배급 1주일치는 이미 2200그램에서 1800그램으로, 그리고 1400그램으로 줄다가 10월에는 1000그램, 1945년에는 400그램으로 줄었다. 감자 1kg과 더불어 이는 주간 배급량을 이뤘다. 암시장에서는 식량이 다 떨어졌고 가스, 전기가 없어서 모두가 매우 춥고 배고팠다. 튤립 구근과 사탕무가 흔하게 섭취됐다. 가구와 주택이 분해되고 난방을 위해 벌목이 이뤄졌다.